# Gwineventer
Gwineventer (en francès Plounéventer) és una comuna francesa, situada a la regió de Bretanya, al departament de Finisterre. L'any 2006 tenia 1.659 habitants.

## Demografia
| 1962                                       | 1968  | 1975  | 1982  | 1990  | 1999  |
| ------------------------------------------ | ----- | ----- | ----- | ----- | ----- |
| 1.466                                      | 1.303 | 1.310 | 1.416 | 1.498 | 1.483 |
| Des de 1962: població sense dobles comptes |       |       |       |       |       |

## Administració
| Període | Identitat       | Partit |
| ------- | --------------- | ------ |
| 2001-   | Philippe Héraud |        |